# Wahid Hasjim

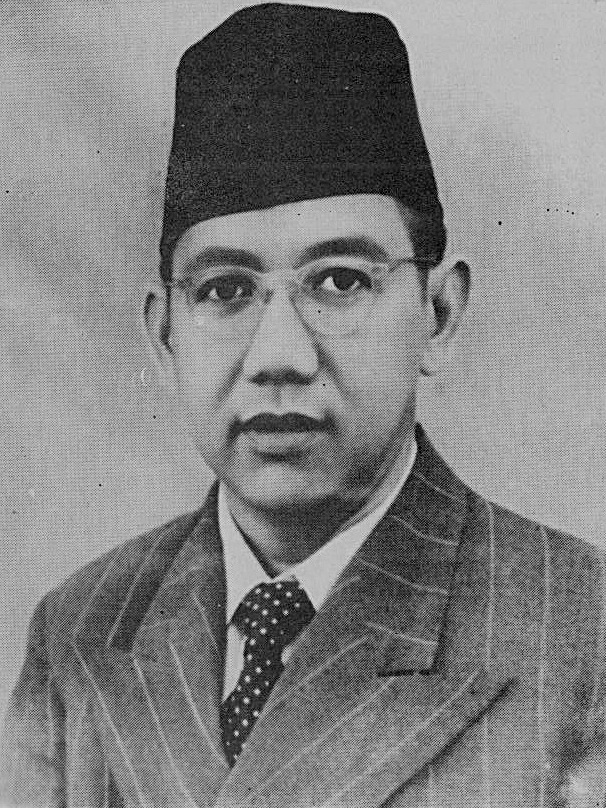
Portrait de Wahid Hasyim

Wahid Hasjim (auch Hasyim, * 1. Juni 1914 in Jombang; † 19. April 1953 in Cimahi) war einer der wichtigsten Repräsentanten des indonesischen Islams gegen Ende der japanischen Besatzungszeit und der erste indonesische Minister für religiöse Angelegenheiten in der Regierung des Präsidenten Sukarno 1945 und erneut von 1949 bis 1952. Er war der Sohn des Nahdlatul-Ulama-Gründers Hasjim Asy'ari und wurde selbst Führer dieser islamischen Organisation. Ihm folgte in dieser Funktion sein Sohn Abdurrahman Wahid, der spätere Staatspräsident von Indonesien.

## Rolle im Verfassungsprozess 1945
Als im Juni 1945 während der Ausarbeitung der indonesischen Verfassung die Spannungen zwischen den nationalistischen und den islamischen Lagern anstiegen, wurde Hasjim als Vertreter des islamischen Lagers für eine Kommission ausgewählt, die einen Kompromiss ausarbeiten sollte. Der Kompromiss, auf den sich die Kommission einigte, war die sogenannte Jakarta-Charta. Sie besteht daraus, dass das fünfte Prinzip der Pancasila, der Glaube an den Einen und Einzigen Gott, an die erste Stelle gesetzt und durch die Sieben-Worte-Formel ergänzt wird: „mit der Verpflichtung der Einhaltung der Scharia des Islams durch seine Anhänger“. Als bei weiteren Sitzungen der Kommission im Juli 1945 der Einwand erhoben wurde, dass die Sieben-Worte-Formel bei den Muslimen Fanatismus hervorbringen könnte, weil sie gezwungen seien, die Scharia anzuwenden, verteidigte Hasjim die Formel mit dem Argument, dass die Pancasila ja ebenfalls gemeinsame Beratung vorsehe und es somit keinen Zwang geben könne.
Außerdem schlug er für Artikel 4 der Verfassung einen Zusatz vor, gemäß dem der Präsident Indonesiens Muslim sein musste. Darüber hinaus sollte, anders als es Artikel 29 vorsieht, der Islam die Religion des Staates sein. Hasjim meinte, dass eine islamische Ausrichtung des Staates notwendig sei, weil nur so Muslime im Falle notwendiger Verteidigung gegen äußere Feinde zum Kampf motiviert werden könnten. Die Vorschläge Hasjims wurden jedoch alle vom nationalistischen Lager abgelehnt.

## Belege
1. ↑  B.J. Boland: The Struggle of Islam in Modern Indonesia. Den Haag: Martinus Nijhoff 1971. Slightly Revised Reprint 1982. S. 26.
2. ↑  Salim: Challenging the secular state. 2008, S. 64.
3. ↑  Salim: Challenging the secular state. 2008, S. 65.
4. ↑  Salim: Challenging the secular state. 2008, S. 66.

| Personendaten    | Personendaten                        |
| ---------------- | ------------------------------------ |
| NAME             | Hasjim, Wahid                        |
| ALTERNATIVNAMEN  | Hasyim, Wahid                        |
| KURZBESCHREIBUNG | indonesischer Politiker und Minister |
| GEBURTSDATUM     | 1. Juni 1914                         |
| GEBURTSORT       | Jombang                              |
| STERBEDATUM      | 19. April 1953                       |
| STERBEORT        | Cimahi                               |